# Podskarbice Szlacheckie (przystanek kolejowy)
Podskarbice Szlacheckie – wąskotorowy kolejowy przystanek osobowy w Podskarbicach Szlacheckich, w gminie Regnów, w powiecie rawskim, w województwie łódzkim, w Polsce. Jest położony w lesie. Otwarty w 1954, obecnie obsługuje wyłącznie ruch turystyczny.